# August Hjelmér
Nicolaus August Hjelmér, född 19 oktober 1875 i Hjälmseryds församling, Jönköpings län, död 1941, var en svensk trafikdirektör. 
Hjelmér, som var son till handlaren Gust. Johansson och Hilda Pettersson, blev kontorsbiträde vid Statens Järnvägar 1898, stationsskrivare vid Gävle–Dala Järnväg 1900, förste stationsskrivare 1904, byråassistent 1906, trafikinspektör 1910 samt var trafikdirektör och föreståndare för trafikavdelningen vid Södra Dalarnes Järnväg från 1919. Han innehade diverse förtroendeuppdrag, var ledamot av belysningsstyrelsen i Gävle stad 1914–1927, vice ordförande 1919–1927, av hamnstyrelsen från 1916 och av stadsfullmäktige från 1924. Han skrev Gäfle stationsfråga. En replik (tillsammans med Axel Hagman och Fritz Nordström, 1924). 